# 참수작전
참수작전(Decapitation strike) 또는 참수공격은 미국의 전쟁 작전 유형, 전략의 하나로서, 적의 핵심 수뇌를 사살하는 작전을 말한다.
원래 참수작전은 핵전쟁 전략의 하나로서, 적의 핵전쟁 지휘부를 핵무기로 선제타격하는 제1격(First Strike)을 말하지만, 수뇌부의 암살작전도 참수작전이라고 부른다.

## 법적 근거
국내에서는 경찰의 체포와 형사처벌이 가능하기 때문에, 법원 재판 없이 대통령이 단독으로 사살지시를 할 수 없는 것이 원칙이다. 따라서 참수작전은 주로 국내경찰, 국제경찰(인터폴)의 체포, 법원의 형사처벌이 불가능한, 국가안보의 적이, 해외에서 활동하는 경우에, 대통령의 단독지시로 특수부대를 해외파병해 사살하는 작전을 말한다.
참수작전의 법적근거, 법적절차는 미국과 큰 차이가 없다. 대한민국 헌법상 한국군의 해외파병은 사전에 국회의 동의를 받아야 하지만, 소규모 특수부대의 장기간, 단기간의 해외파병은 국회의 동의를 받지 않고, 대통령의 단독 지시에 따른다.
소규모 특수부대의 해외파병으로 대한민국의 적을 참수, 사살하는 것은 국제법상 자위권에 근거해 한국 국내법상 합법이다. 물론 현지의 경찰에 한국군이 체포되면, 해당국가 형법에 의해 살인죄로 처벌받을 수 있다. 그러나 보통은 비밀작전에 현지 국가의 사전동의를 받기 때문에, 체포되지도 형사처벌되지도 않는다.
북한 지역에 특수부대를 보내어 핵심요인을 참수하는 경우에는, 대한민국 헌법상 북한은 국내지역이라서, 대규모 군대의 장기간 파병을 하더라도 국회의 사전동의가 필요없으며, 대통령의 단독 지시에 따른다.
미국도 국제법상 자위권에 근거해 참수작전이 합법이라는 견해이며, 미국 의회의 사전동의도 필요없이, 대통령 단독 지시로 특수부대를 해외파병해 참수한다. 군대가 아닌 민간인 조직을 사용하는 경우에는, CIA의 특수부대인 CIA SAD/SOG를 이용한다.

## 대한민국
2015년 10월, 한국과 미국은 전시에 북한 김정은 등 수뇌부를 참수하는 내용의 작전계획 5015를 만들었다.
현재 육군특수전사령부 예하 제13특수임무여단이 참수작전 임무를 맡고있다.
작전계획 5015(Operational Plan 5015, OPLAN 5015)는 작전계획 5027의 후속 작전계획이며, 대한민국의 전시작전권 전환 이후에도, 북한의 전면전, 국지전, CBRN 등의 위협에도 대응할 수 있도록 설계되었다. 2015년 6월 한미 양국이 서명했다.
2016년 2월 27일 북한 노동당 기관지 노동신문은 한미 연합군사훈련에서 적용될 작전계획 5015와 참수작전이 "증오와 분노를 핵폭발처럼 터뜨리게 하는 용납 못 할 특대형 죄악"이라고 비난했다.

## 실전사례

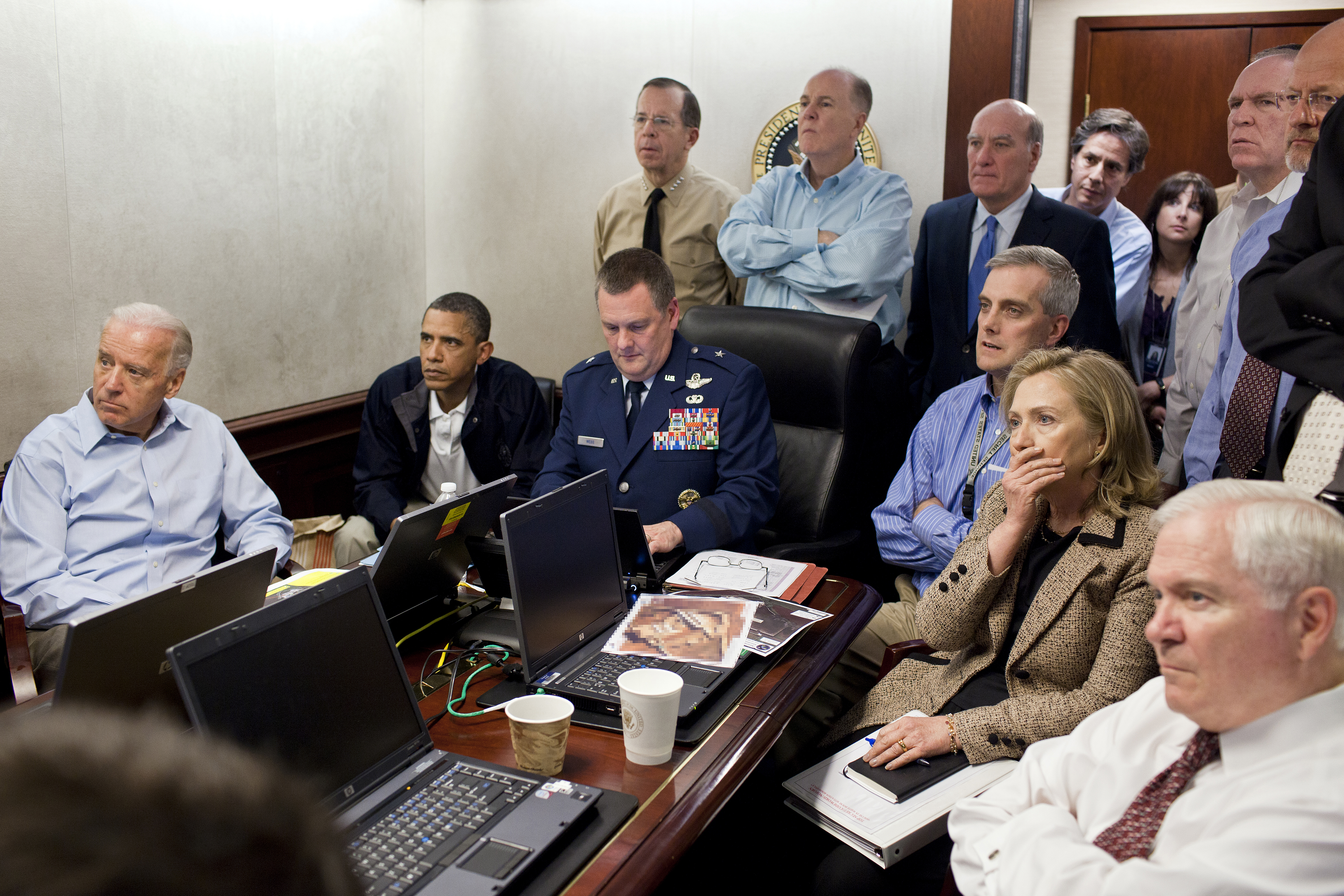
백악관 상황실에서 빈라덴 참수작전을 위성 생중계로 시청하고 지시하는 오바마 대통령

2011년 4월 버락 오바마 대통령은 빈라덴 참수작전인 제로니모 작전에 서명하였다. 2011년 5월 1일, 빈라덴은 파키스탄 아보타바드에서 미국 특수부대 데브그루 대원들에게 사살되었다. CIA의 특수부대인 CIA SAD/SOG도 참여했다.
2016년 3월 9일, 제프 데이비스 미국 국방부 대변인은 정례 브리핑을 통해, 미군의 소말리아 알샤바브 점령지역에 대한 급습 작전을 확인하면서 "작전이 화요일(8일) 밤과 수요일(9일) 새벽에 진행됐으며 미군 특수부대와 미군 헬기가 투입됐다" "미군의 임무는 현지 군대에 대한 자문과 지원, 동행이었다"면서 "미군이 임무 수행차 작전에 투입됐지만 목표물 제거를 위해 끝까지 들어가지는 않았다"고 말했다. 목표물이었던 알샤바브의 고위급 인사는 소말리아군에 의해 사살되었다.
2016년 4월 1일, 미국 국방부는 소말리아 남부 케냐와의 접경지대에서 알샤바브 고위 지도자 하산 알리 드후레가 탄 차량을 드론으로 폭격해 사살했다고 밝혔다.

## 같이 보기
- 제로니모 작전
- 작전계획 5015
- 킬 리스트
- 살인면허